# Радомир Белаћевић
Радомир Белаћевић (Јунковац, 31. децембар 1929 – 3. јун 2005) био је српски и југословенски научник, књижевник, публициста, режисер, сценариста, глумац, продуцент, писац и проналазач. Написао је више десетина књига и неколико ТВ драма, као и филмских сценарија заснованих на његовим књигама. Дизајнирао је и патентирао неколико техничких уређаја.

## Биографија
Рођен је 31. децембра 1929. у селу Јунковцу код Лазаревца. Завршио је вишу школу електротехничке струке у Београду. Имао је своје приватно филмско предузеће „Студио филм“. У младости се бавио фудбалом, а хоби му је био шах.
Умро је 3. јуна 2005. године.

## Филмови
Снимио је филмове:
- Конобарица (1995)
- Татин син (1999)
- Дечак из Јунковца, филм Дејана Зечевића о лику и делу Радомира Белаћевића.

## Књиге
Издао је 35 књига, од којих су неке:
| - Не пушим више - Секс и дрога - Девојачка прича - Тајни клуб - Приче о убицама - Хитлер замислио победу - У Пољској за долар (преведена и издата у Немачкој) - Приче о убицама - Аутоелектрика за почетнике - Електротехника за свакога - Одумирање нације - Социјализам и промашаји - Племените песме - Устајем из гроба - Хитна помоћ - Космички зраци | - Старац у Паризу - Уклето породилиште - Божија правда - Приватни детектив - Супер пандур - Конобарица - Дечак из Јунковца - Продаја малолетница - Наводила убиства - Последњи воз - Божји пророк - Изопачени свет - Шишање оваца - Комшија вежи керове - Еротска лирика - Уклета лепотица |

### ТВ драме
Написао је више ТВ драма, од којих су неке:
- Татин син
- Судија и адвокат
- Жандарм
- Царина
- Женидба на шведски начин
- Мајка шаље сина у армију
- Живот на селу

### Филмски сценарији
По својим делима је написао сценарије за следеће филмове:
- Не пушим више
- Секс и дрога
- Тајни клуб
- Хитлер замислио победу
- Старац у Паризу
- Конобарица
- Дечак из Јунковца
- Татин син
- Не пушим више

и многе кратке филмове и спотове.